# Буліт
Булі́т (англ. Penalty shot) — штрафний кидок у хокеї.

## Назва
Ймовірно, походить від англійського слова bullet («куля», «швидко бити, пуляти»). Однак в англійській мові це слово не має значення «штрафний удар у хокеї» (для цього використовують термін shootout).
Термін набув популярності в СРСР у 1960-ті через телерепортажі Миколи Озерова. Його використання в радянській хокейній термінології пов'язують із «латиською школою» (саме латиші були одними з перших учителів хокею в СРСР у 1920-ті, оскільки почали розвивати цей спорт раніше). За однією з версій, він виник через латиське слово bullītis («бичок»), за аналогією до бика, що атакує (при виконанні буліту гравець набігає на ворота). За іншою, термін прижився тому, що в той час першого посла США у Москві звали Вільям Булліт, і називати вищу міру покарання в хокеї його іменем виглядало дотепно.

## Призначення
Буліт призначають у таких ситуація:
- гравець команди, що обороняється навмисне зрушив ворота, щоб не дати супернику забити гол (якщо це зробив польовий гравець, він також карається додатково великим штрафом);
- хтось із оштрафованих (або тих, що перебувають на лаві запасних) гравців вийшов на поле, аби запобігти взяттю воріт;
- польовий гравець, перебуваючи в площині своїх воріт, навмисне ліг на шайбу, взяв її в руки (з льоду) або підгріб її під себе;
- гравець команди, що обороняється, навмисне кинув ключку (або її частину) в шайбу в своїй зоні захисту, аби запобігти взяттю воріт;
- гравець, який вийшов один на один із воротарем, зазнав нападу (або його збили) з боку гравця команди, що захищається, аби уникнути кидка по воротах;
- за дві (і менше) хвилин до закінчення матчу команда, що має на лавці оштрафованих не менше двох гравців, порушила чисельний склад.